# Roter Teufel
Roter Teufel, tidigare Tvekamp av Elbogen,) är en fullskalekopia av en kogg, vars vrak påträffades av Fotevikens Museum utanför Skanör 1991. Koggar var den tyska Hansans stora transportskepp. En kogg kunde lasta mycket, var flat i botten och förde endast ett segel, ett råsegel. Originalet till Roter Teufel är troligen ett av världens äldsta påträffade bestyckade skepp.

## Historik
En marinarkeologisk undersökning av fem sänkta vikingaskepp i Foteviken gjordes under 1980-talet. Detta blev grunden till den marinarkeologiska föreningen SVEG inom Fotevikens Museum, som under flera år kom att bedriva marinarkeologiska undersökningar utmed Skånes kust. Bland många vrak som lokaliserades och grävdes ut kan nämnas ”Skanörskoggen”, världens största kända kogg. Genom så kallad årsringsdatering av Skanörskoggen vet man att originalet byggdes i norra Polen omkring 1390. Exakt år när den förlist är okänt men en träbalk från skeppet återanvändes i Skanörs borg strax efter 1400. Det är troligt att skeppet har varit ett av de så kallade vitaliebrödernas piratskepp. Denna sammanslutning, som stödde den tysk-svenske kungen Albrekt av Mecklenburg, kom från Polen/Mecklenburg och härjade i Östersjön på 1390-talet. Man brände bland annat Skanör och Malmö. 
Sven Rosborn, som var informations- och forskningschef vid Fotevikens museum, tog 1998 initiativ till att låta bygga replikor av två koggar i Malmö och bygga ett koggmuseum. Förlagorna till koggkopiorna var Skanörskoggen och den holländska Almerekoggen. Den större Skanörskoggen döptes till Tvekamp av Elbogen och den mindre till Enighet av Elbogen och de byggdes på Kockums gamla varvsområde för ubåtar i Malmö. Varvet hade då sedan länge lagt ner denna fartygsproduktion.
Tvekamp av Elbogen sjösattes 2001. Hon var under några år världens största seglande fullskalekopia av en medeltida kogg. Senare, år 2006, sjösattes den större tyska koggkopian Wissemara med hemmahamn i Wismar. Roter teufel är dock fortfarande än i dag byggnadstekniskt såväl som utseendemässigt världens främsta kopia av en medeltida kogg. 
De båda koggreplikorna från Malmö koggmuseum såldes till Västerås historiska skeppsmuseum. Omdöpta till Roter Teufel och Almerekoggen finns de där sedan 2014.

## Bildgalleri

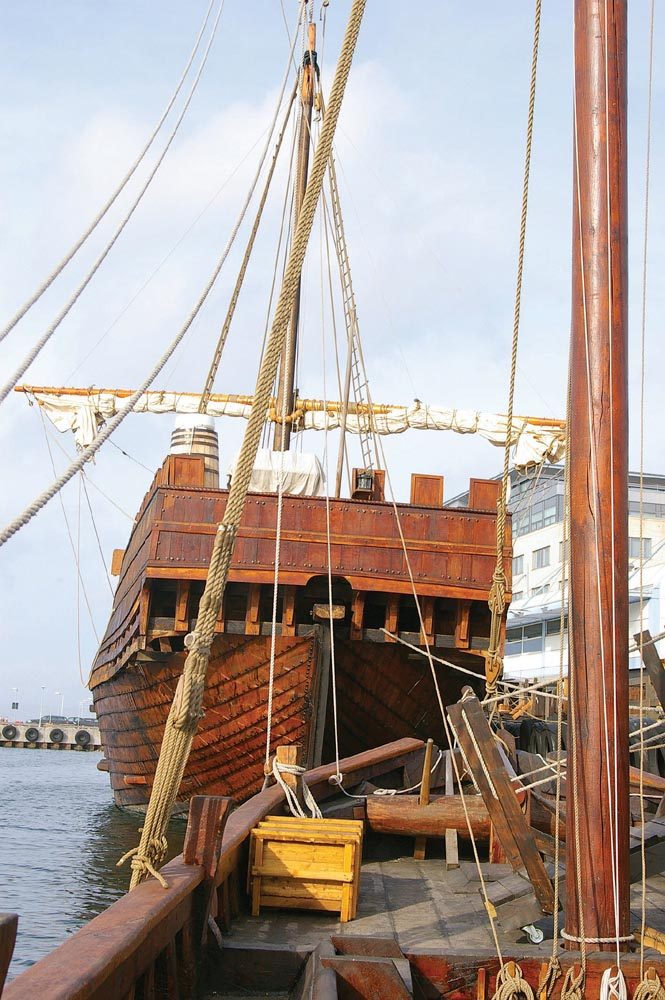
De två koggarna i Malmö 2006
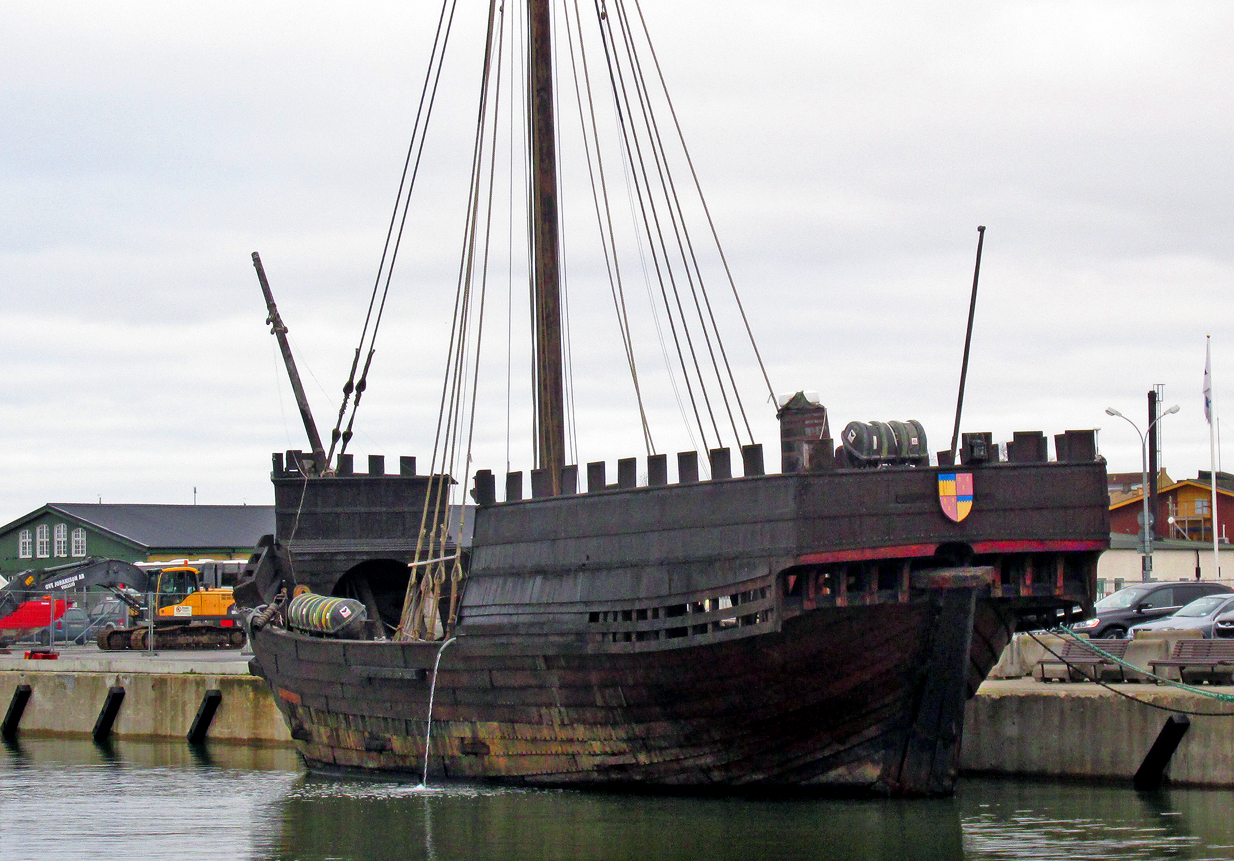
Koggen Tvekamp av Elbogen i Ystad 2013
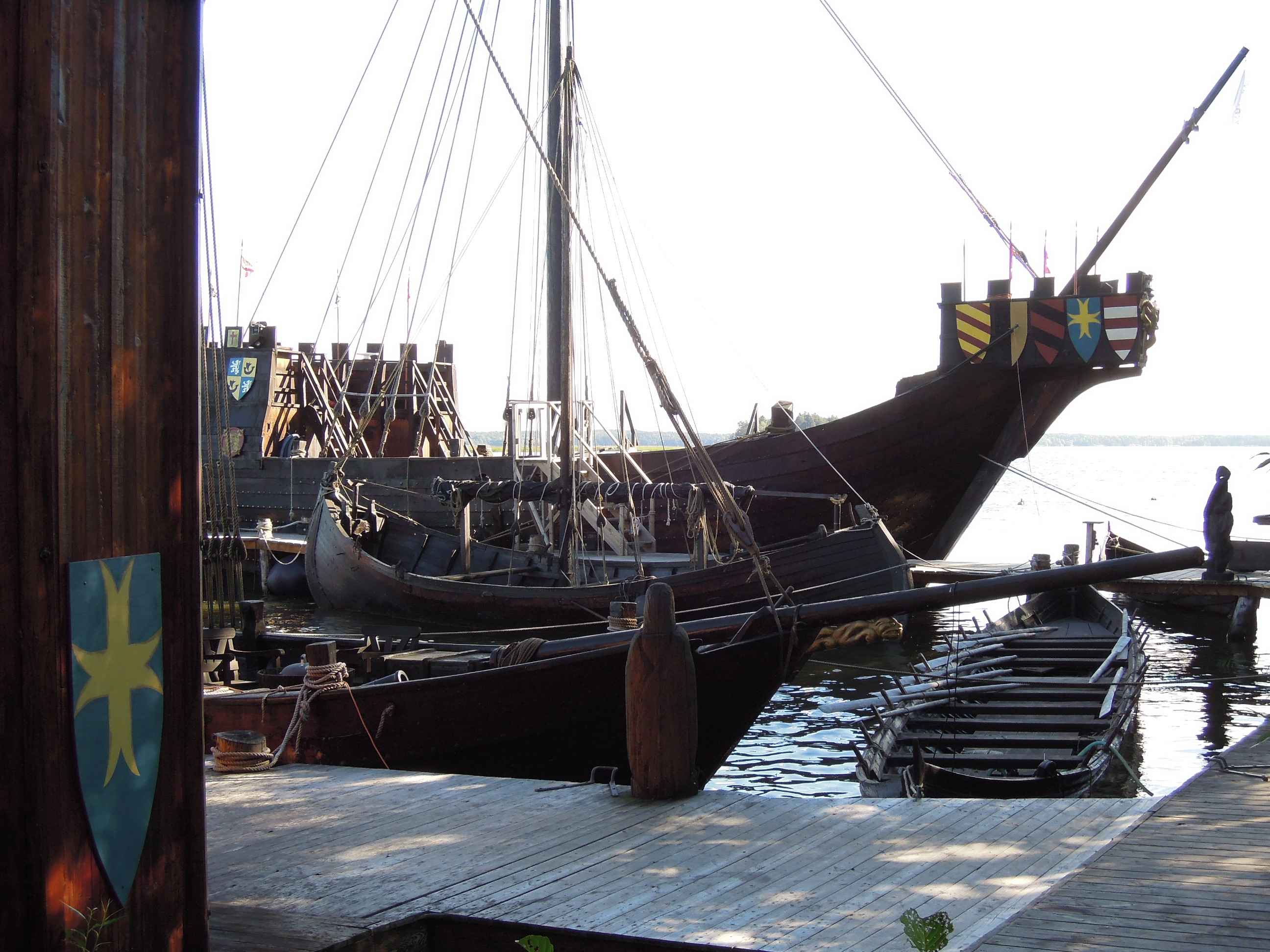
Roter Teufel i Västerås historiska skeppsmuseum 2015

## Tvekamps längre resor
- 2007 Malmö – Helsingör – Halmstad
- 2007 Malmö – Vordingborg
- 2008 Malmö – Lübeck – Wismar - Rostock
- 2011 Malmö - Nexö - Kalmar - Oskarshamn - Visby
- 2014 Malmö - Stockholm - Västerås (Frösåkers brygga / Västerås historiska skeppsmuseum)

## Roter Teufels längre resor
- 2014 med det nya namnet Roter Teufel: Malmö - Stockholm - Västerås (Frösåkers brygga / Västerås historiska skeppsmuseum)
- 2017 Västerås – Åland – Västerås[6]